# Madeleine Cazamian
Pour les articles homonymes, voir Cazamian et Clédat (homonymie).
Madeleine Cazamian, née Clédat née le 18 juin 1884 à Lyon et morte le 21 avril 1979 à Paris, est une angliciste et traductrice française, spécialiste de la littérature anglaise du XIXe siècle. On lui doit un ouvrage d'envergure sur le roman et les idées en Angleterre à la charnière des XIXe et XXe siècles.

## Biographie

### Carrière
Fille d'un professeur de faculté, Madeleine Cazamian naît le 19 juin 1884 dans le 3e arrondissement de Lyon.
Après avoir soutenu sa thèse de doctorat à Strasbourg, elle mène une carrière universitaire comme enseignante à la faculté des lettres de Lyon, puis avec son mari à la Sorbonne. Elle est aussi une militante féministe, présidente de l'Association française des femmes diplômées de l'université (AFFDU). Durant la Seconde Guerre mondiale, elle organise avec sa collègue Mme Puech un réseau d'aide aux réfugiés.
En tant que traductrice, on lui doit les traductions en français des poètes William Blake (1757-1827), George Meredith (1828-1909), Percy Bysshe Shelley (1792-1822), Alfred Tennyson (1809-1892) et William Butler Yeats (1865-1939), dont elle publie des éditions bilingues.
Elle meurt le 21 avril 1979 à son domicile dans le 14e arrondissement de Paris.

### Famille
Elle est la fille de Léon Clédat (1851-1930). Le 28 août 1908, elle épouse Louis Cazamian (1877-1965), avec lequel elle séjourne aux États-Unis à plusieurs reprises. Tous deux seront professeurs d'anglais à la Sorbonne. Le couple a deux filles. L'aînée, Jeanne Cazamian (1915-2009) a été professeure agrégée de physique, militante féministe et pédagogique, syndicaliste du SNES et membre de la Commission administrative paritaire. La cadette Marguerite (1918-1997) a été major à l'agrégation d'anglais.

## Œuvres
- Le Roman et les idées en Angleterre (vol.1) - Prix Montyon 1924 / Prix Rose Mary Crawshay 1924
- L'autre Amérique -  Prix Anaïs-Ségalas 1932
- Le Roman et les Idées en Angleterre - Prose (vol.2) - Prix Jules-Davaine 1937
- Le Roman et les Idées en Angleterre (vol.3) - Prix Paul-Teissonnière 1955